# Quitó

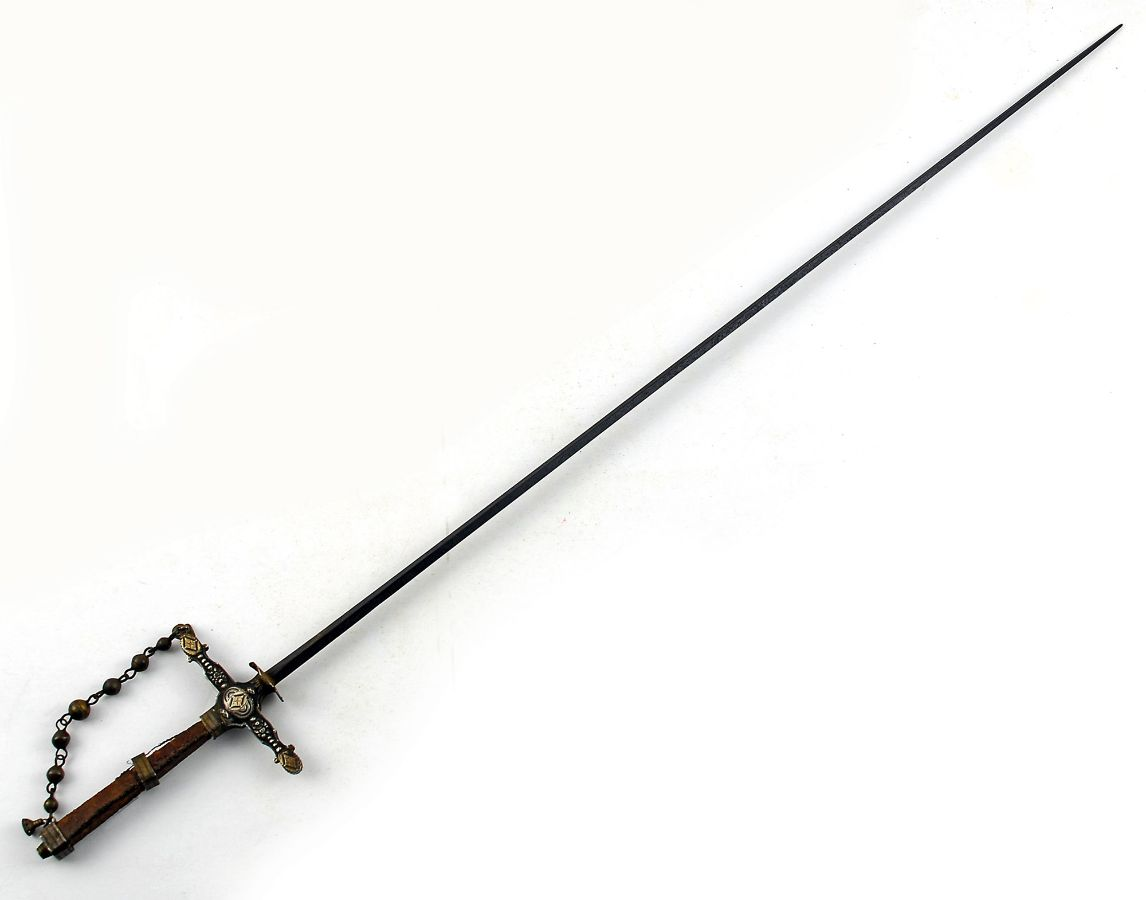
Quitó. Espadim português usado no século XVIII

O quitó é uma espada curta, espadim ou faim, que se tornou moda no século XVIII em Portugal e cuja lâmina, pela lei joanina de 1719, não podia exceder três palmos.
O quitó substituiu a espada larga seiscentista, estilo toledano ou holandês, que chegava a medir até seis palmos, não tanto pelas sucessivas tentativas da lei em tentar diminuir as dimensões da arma ou de tentar cercear o uso de armas de guerra no âmbito da vida civil,  mas antes por força da entrada avassaladora da moda francesa, por sinal de jaez mais afeminado, no reinado de D. João V, cujo vestuário casquilho e delicado, pura e simplesmente, não permitia aos homens portar armas tão grandes e pesadas . A moda portuguesa sentiu necessidade de adaptar-se aos tempos e à moda europeia que, no século XVIII, já via o uso casual desse tipo de armamento pesado como um sinal anacrónico, de uma severidade viril que entrava lentamente em desuso 
Consequentemente, as espadas tiveram de diminuir de peso e tamanho, até chegarem ao quitó.

## Importância no acto de cortejar
Tendo sido reduzido praticamente a uma espada de enfeitar, o quitó era fundamentalmente usado como um adorno masculino, com um certo relevo nos jogos de sedução que se praticavam na época. Os namoradeiros, na altura chamados os "faceiras", deixavam o quitó a descoberto, para chamar à atenção das damas, numa espécie de alusão às suas qualidades guerreiras (por ainda ser uma arma), nobres (por ter o privilégio de poder portar arma), de ostentação e riqueza (por os quitós serem adornos caros, não raras vezes exornados de madeiras exóticas, marfins, pedras e ou metais preciosos), mas também viris (por alusão simbólica fálica). 
O quitó, além disso, permitia fazer toda uma panóplia de tretas e floreados, que tinham importância nos jogos de sedução da época. Júlio Dantas, na sua obra «O Amor em Portugal no século XVIII», descreve-os da seguinte forma: 
«O faceira, risonho, enfiava no boldrié o seu quitó de prata, fino como uma agulha, comprado no ourives Cristiano Frezi ou no António maltês do Beco das Tábuas, e tão pequenino que lhe chamavam «quitó de nascer»;  ensaiava com ele as posturas do namoro de estafermo; metia-o às meias-voltas entre as coxas, para significar ternura; debruava-lhe o lenço das guardas doiradas, como quem diz «eu volto amanhã»; subia-o à boca até beijar-lhe os punhos, que queria dizer «como és linda!», - e aos saltos, às upas, na raçada quente do sol, sem se lembrar de que levava à ilharga uma arma (...)»

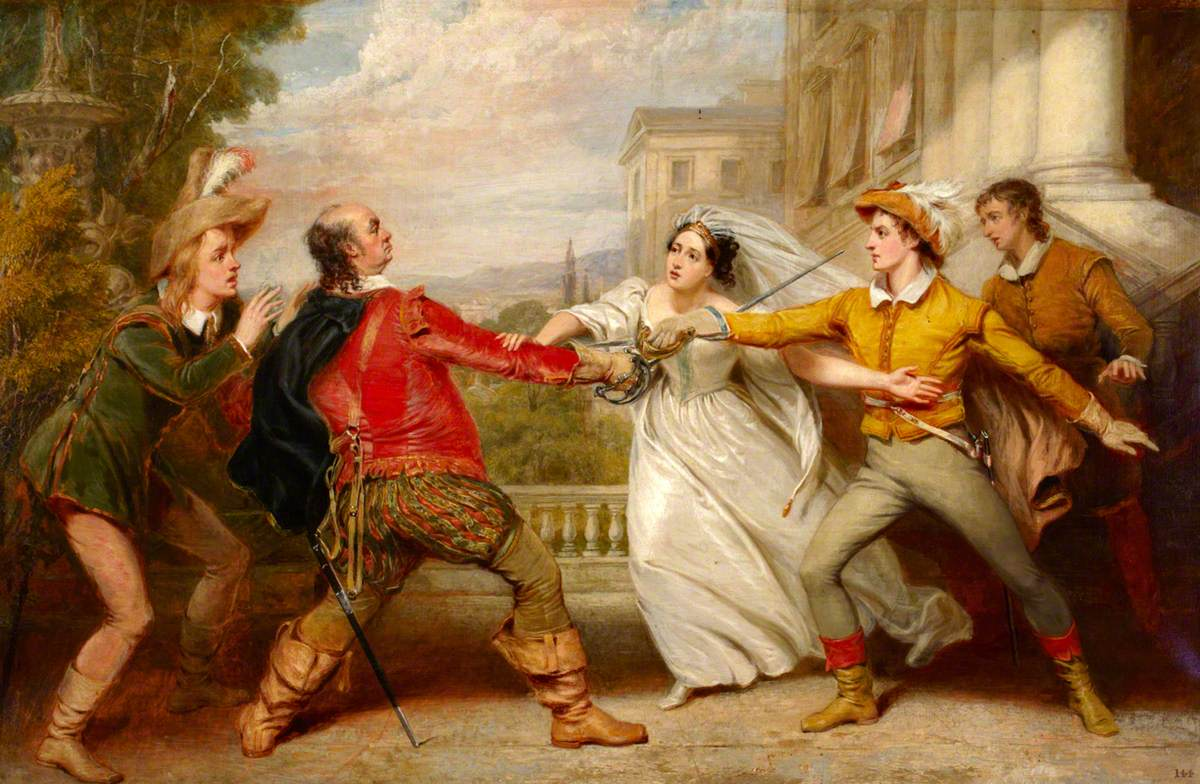
Quadro de George Clint (1770-1854) - representando o Duelo entre Sir Toby and Sebastian (da peça de William Shakespeare's 'Noite de Reis', Acto IV, Cena ii) - ambos os duelistas manejam um quitó

## Duelos com quitó
Embora no século XVIII, nos duelos e ajustes de contas extrajudiciais já preponderasse a preferência pelas armas de fogo  ainda chegaram a realizar-se duelos de quitós  , na época alcunhados jocosamente de "duelos en dentelle", galicismo que se traduz por "duelos em camisa rendada", por os duelistas vestirem camisas com rendados, pregas e bofes, nos peitilhos e nas mangas. 
Dignos de menção, a este título, são, por exemplo: 
- O duelo de 6 de Junho de 1742, que se travou entre o marquês de Alegrete e um sobrinho do embaixador de França, por causa duma espanhola, criada das damas da comédia [10];
- O duelo que se deu na tarde de 9 de Novembro de 1743, à Bica do Sapato em Lisboa, em que o marquês de Cascais e Luís Gonçalves da Câmara se defrontaram ferozmente, quase até à morte [11];
- O duelo que se deu, quando o filho do marquês de Távora e Bartolomeu de Escara e Vasconcelos se desafiaram junto ao Paço do Benformoso, em Lisboa, na noite de 25 de Março de 1744 [10];
- E, ainda, também o famoso duelo travado pelo duque do Cadaval contra o marechal inglês Duarte Smith, no teatro do Bairro Alto, em 1770, por causa duma cantora italiana.[12]

Outro ajuste de contas extrajudicial relevante, em que se usaram quitós, foi a tentativa de assassinato do Marquês de Pombal de Junho de 1760, por parte do "menino de Palhavã", D. António, que, ao saber que o marquês lhe contrariara o casamento com a princesa herdeira D.ª Maria, o tentou apunhalar com um quitó dourado de lâmina de agulha. O que lhe terá valido o desterro para o Buçaco em Julho de 1760.

## Etimologia
A palavra quitó vem de cotó, palavra que designa um estilete, sem cabo ou embocadura.